# Цветан Кристанов
Цветан Ангелов Кристанов е български дерматолог, академик.

## Биография
Роден е в Пирдоп през 1898 година. През 1919 година става член на БКП. През 1925 година завършва медицина в Германия и Австрия. В периода 1926 – 1945 година е емигрант в СССР. Докато е там, е бил инструктор в българската секция на Комунистическия университет за национални малцинства от Запада. От 1937 до 1938 година е началник на Военно-медицинските служби на Интернационалните бригади в Испания. От 1935 година е доцент в СССР, а от 1940 и професор. Завръща се в България през 1945 година. Между 1945 и 1948 година е ректор на Пловдивския университет. От 1948 до 1956 година е директор на Института за клинични и обществена медицина при БАН. Академик на БАН от 1948 година. През 1956 година обявява цялото „учение“ на Лисенко за спорно и сравнява управлението на Сталин с режима на Мусолини. Изключен от БКП.
Личният му архив се съхранява във фонд 2092К в Централен държавен архив. Той се състои от 360 архивни единици от периода 1666 – 1971 г.